# 卡特农核电站
卡特农核电站（法語：Centrale nucléaire de Cattenom）是一座位于法国大東部大區摩泽尔省卡特农的核电站，在摩澤爾河位于蒂永维尔（上游10公里）和特里尔（下游80公里）之间。它靠近卢森堡市（35公里）和梅斯（40公里）。

## 介绍
核电站包括4个压水反应堆，全都建造在1979年和1991年之间，并有每个1300MW的电力输出。该工厂是一个比较现代化的大型核电站。在2006年，该公司生产了在法国的核电厂第三大的电力（34 TWh），跟在格拉沃利讷（38.5 TWh）和Paluel核电站（34.9 TWh）的后面。
该工厂拥有约1200正式员工，和在停电中断期间有1000更多的员工。
在2005年，该电站已经收到了ISO 14001认证；在2007年应该有它的ISO 9001和OHSAS 18001认证。

## 冷却
该电站场地使用4座独立的冷却塔，每座冷却塔每年使用890,000,000 m3（3.1×1010 cu ft） 的摩泽尔河水。此外，还建立了一个水库，米尔根巴赫湖。

## 抗震性
生态部宣布，卡特农周围地区的地震风险非常低。